# Zechin
Zechin är en kommun och ort i östra Tyskland, belägen i Landkreis Märkisch-Oderland i förbundslandet Brandenburg, nära floden Oder och gränsen mot Polen. Administrativt utgör kommunen en del av kommunalförbundet Amt Golzow, som administreras från den närbelägna orten Golzow.

## Administrativ indelning
Tre orter i kommunen utgör även administrativa kommundelar (Ortsteile):
- Buschdorf
- Friedrichsaue
- Zechin